# Bárbara Elorrieta
Bárbara Elorrieta (Madrid, 5 maggio 1985) è un'attrice spagnola. Suo nonno José María Elorrieta e suo padre Javier Elorrieta sono registi.

## Filmografia

### Cinema
- La cartera, regia di Miguel Martí - cortometraggio (2000)

- Tiempos mejores, regia di Izaskun Granda, Daniel Moreno e Francisco Segura - cortometraggio (2002)

- La araña negra, regia di Alvaro Merino - cortometraggio (2002)
- Welcome 2 Ibiza, regia di David Winters (2003)
- Beyond Re-Animator, regia di Brian Yuzna (2003)
- Beyond Darkness (Pacto de brujas), regia di Javier Elorrieta (2003)
- Teresa Teresa, regia di Rafael Gordon (2003)
- Rottweiler, regia di Brian Yuzna (2004)
- Rojo Intenso, regia di Javier Elorrieta (2006)

### Televisione
- Cuéntame cómo pasó – serie TV, episodi 2x14 (2002)
- Paraíso – serie TV, 13 episodi (2000-2003)
- 20tantos – serie TV, 4 episodi (2002-2003)
- Diez en Ibiza – serie TV, episodi 1x4 (2004)
- Negocis de família – serie TV, episodi 1x10 (2005)